# Parada cvetja Bollenstreek
Parada cvetja Bollenstreek (regije čebulnic) ali original: Bloemencorso Bollenstreek je ena od parad cvetja na Nizozemskem in ena največjih tovrstnih prireditev na svetu. Dogodek poteka konec aprila. Pot se začne v soboto v Noordwijku in konča dan zatem v mestu Haarlem.

## Zgodovina
Začetki tega dogodka segajo v konec štiridesetih let prejšnjega stoletja, takoj po drugi svetovni vojni. Ko je bilo konec svetovne vojne, je bilo potrebe po zabavah in druženju veliko. Začelo se je organizirati parade. Sprevod je takrat sestavljal par s cvetličnimi venci in cvetličnimi obeski, okrašenimi tovornjaki in ročnimi vozički. Pred njo je nastopala lokalna godba.
Prva cvetlična parada regije čebulnic sega v leto 1947, ko je Willem Warmenhoven, gojitelj amarilisov iz Hillegoma, ustvaril prvi odrasli plovec v obliki kita. Na razmajani obliki je bil zgrajen majhen tovornjak in v njem so bile skrite hijacinte. Hillegom je povabil Sassenheim in Lisse k sodelovanju pri tem dogodku, ki je potekal na veliki paradi in majhnem korsokomiteju. Spomladanska parada je tesno povezana s spomladansko razstavo cvetja Keukenhof.

## Pot - trasa
Pred sobotno parado se procesija v petek zvečer potegne skozi vas Noordwijkerhout s svetlobno predstavo. Ko se pot začne v soboto zjutraj, poteka po naslednji trasi: Noordwijk – Voorhout – Sassenheim – Lisse – Hillegom – Bennebroek – Heemstede – Haarlem.

## Galerija
- Rumena čebulni cvet
- Še eno ustvarjalno cvetlično delo
- Škrlatna vikinška ladja
- Bollenstreek Bloemencorso - prireditev  2005
- Stari avtobus s cvetjem
- Tema Palm v Haarlemu